# Вера Свобода
Вера Свобода (Осиек, 15 август 1936) е хърватска певица, изпъляваща забавни, народни и стари градски песни.
Получила е многобройни награди и признания. По избор на радиослушателите е избрана за изпълнител на столетието за народни и стари градски песни. Лауреат е държавната награда за принос към културата.